# Organización territorial de Chipre del Norte
La autoproclamada República Turca del Norte de Chipre se encuentra subdividida en cinco distritos (en idioma turco, İlçeler). Cada distrito se encuentra gobernado por un kaymakam.

## Distritos
| Chipre del Norte       |
| ---------------------- |
|                        |
| Distrito de Gazimağusa |
| Distrito de Girne      |
| Distrito de Güzelyurt  |
| Distrito de İskele     |
| Distrito de Lefkoşa    |